# Вировско
Вировско (болг. Вировско) — село в Болгарии. Находится в Врачанской области, входит в общину Враца. Население составляет 392 человека.

## Политическая ситуация
В местном кметстве Вировско, в состав которого входит Вировско, должность кмета (старосты) исполняет Илия Нейков Гайдарски (Национальное движение «Симеон Второй» (НДСВ)) по результатам выборов.
Кмет (мэр) общины Враца — Тотю Младенов Младенов (Граждане за европейское развитие Болгарии (ГЕРБ)) по результатам выборов.